# راسيل كوكرين
راسيل كوكرين هو كاتب سيناريو كندي، ولد في 1971.

## وصلات خارجية
- راسيل كوكرين على موقع IMDb (الإنجليزية)
- راسيل كوكرين على موقع قاعدة بيانات الفيلم (الإنجليزية)